# 佩玉
佩玉是中國古代一種地位的象徵，很早之前人們就崇拜玉，只有身分尊貴的人才有資格佩戴玉。

## 起源
推測是在中國古代的紅山、良渚等地，就已經有了這種佩戴玉的傳統。

## 意義
玉是象徵君子德行重要器具。源自於《禮記·玉藻》「凡帶必有佩玉，唯喪否。佩玉有沖牙；君子無故，玉不去身，君子於玉比德焉。」 子曰：「玉之美，有如君子之德」
有些僧人或道士會將玉墜雕刻成法器或佛像，對其施法之後交給信徒。這種蘊含了法力的玉珮就相當於「護身符」，可以保佑佩戴人，太平無事。

## 樣式
玉珮由七塊玉組成，通常是龍、蛇、藻、雲、麟等圖案。每一組上的橫玉稱「珩玉」，形狀像角菱，用來銜接。中間部分為一塊圓形佩玉，稱「瑀」。下半組末端稱為璜玉，形狀不一。
通常分為左右兩組。